# Кокпатас
Кокпатас — село (аул) в Навоийской области Узбекистана. Ближайший населённый пункт — город Учкудук.
Рядом находятся разрабатываемые месторождения золота и мрамора.
Здесь в 1985 году произошла крупнейшая в СССР авиакатастрофа.
Кокпатас — объект культурного наследия Узбекистана. Археологический памятник.